# Sext Juli Sever

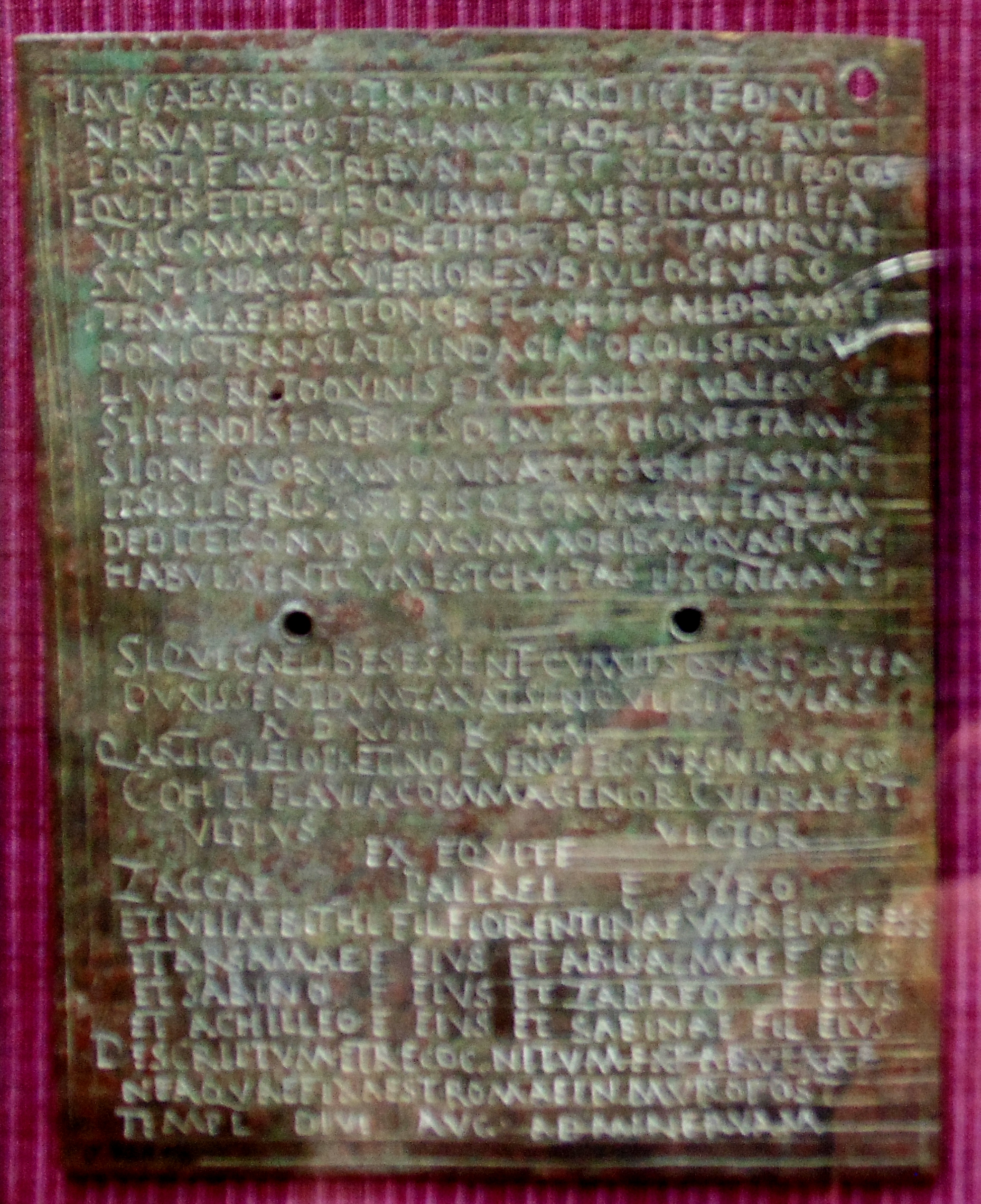
Das Militärdiplom data el 14 d'abril de 123.

Sext Juli Sever (en llatí: Sextus Julius Severus) va ser legat d'Hadrià i governador romà, un polític i militar romà del segle ii. Juli Sever va obtenir el càrrec de cònsol ordinari l'any 127, passant després a ser governador de la província romana de Mèsia. Sota el regnat de l'emperador Hadrià, va ser enviat com a governador a Britànnia.
L'any 133 esclatava la Revolta de Bar Kokhebà a Judea. El seu líder, Ximon bar Kokhebà, va obtenir inicialment diverses victòries i fins i tot va conquerir Jerusalem, on es va proclamar rei. Hadrià no es podia permetre que la revolta seguís endavant i va decidir enviar els seus millors generals, escollint a Sever entre ells.
Juli Sever es va posar al davant d'un nombrós exèrcit, però va evitar enfrontar-se als rebels a camp obert. En lloc d'això, la seva estratègia era aïllar l'enemic en petits grups i eliminar-los.
El 135 reconqueria Jerusalem, obligant als supervivents a retirar-se a la fortalesa de Betar, que prendria el 9 d'agost d'aquell mateix any. Les pèrdues entre els romans van ser molt elevades, incloent una legió sencera, però la destrucció de la província fou molt pitjor. L'historiador Cassi Dió va calcular 580.000 morts entre els jueus, i 50 ciutats i 985 pobles anorreats.
Després de la guerra va ser nomenat governador de Bitínia que va regir amb saviesa i justícia. Segons el mateix historiador:
| « | "La província no necessitava cap força armada, sinó un governador i líder que fos just, prudent i d'un alt càrrec. Sever tenia totes aquestes qualitats i va saber administrar els seus assumptes privats i els públics d'una manera que fins i tot avui en dia és recordat. | » |